# 木田真理子

木田 真理子（きだ まりこ、MARIKO KIDA、1984年 - ）は、日本人の女性バレリーナ。大阪府生まれ。芸術文化観光専門職大学准教授。

## 人物・来歴
4歳からクラシックバレエを始める。千里国際学園高等部、立命館大学産業社会学部卒業。1999年「第56回全国舞踊コンクール」（東京新聞主催）のバレエジュニア部で四位入賞。同年より宗田バレエスクールに所属し、宗田静子・原田高博・夏山周久に師事。
日本では不遇の時を過ごすが、千里国際学園1年生の時、2000年のローザンヌ国際バレエコンクールで入賞。一躍注目を浴び、「次世代のエース」となる。その後サンフランシスコバレエスクールを経て、カナダのアルバータバレエ団やレ・グランバレエ・カナディアンで活躍。欧州の優れた振付家たちと出会って「現代舞踊をもっと頑張りたい」と思い立ち、2009年にスウェーデンのヨーテボリ・バレエ団に移り、その後ヨーテボリの監督と伴に、プリンシパルダンサーとしてスウェーデン王立バレエ団で活動。
2014年、「バレエ界のアカデミー賞」とも呼ばれ、最も権威的な賞のうちの一つである「ブノワ賞（Benois de la Danse）」を日本人として初めて受賞。
2016年にスウェーデン王立バレエ団を退団。帰国後、ダンスワークショップの実施と、身体の人類学的研究をテーマに大学教員を務めている。